# Laurent Galinier
Laurent Galinier es un deportista francés que compitió en duatlón. Ganó una medalla de plata en el Campeonato Europeo de Duatlón de 2009.

## Palmarés internacional
| Campeonato Europeo | Campeonato Europeo | Campeonato Europeo | Campeonato Europeo |
| Año                | Lugar              | Medalla            | Prueba             |
| ------------------ | ------------------ | ------------------ | ------------------ |
| 2009               | Budapest (Hungría) | Medalla de plata   | Individual         |